# IC 1384
IC 1384 — галактика типу I (нерегулярна галактика) у сузір'ї Водолій.
Цей об'єкт міститься в оригінальній редакції індексного каталогу.